# ゾイド伝説
『ゾイド伝説』（ゾイドでんせつ）とは、1990年にトミー（現タカラトミー）からゲームボーイソフトとして発売された、ゾイドを題材にした横スクロールシューティングゲーム。

## 概要
トミーが初めてコンピュータゲームに参入した第1号製品で、トミーオリジナルSF玩具として会社のメイン商品となっていたゾイドを題材にしたゲーム。ゾイドのゲームはそれ以前にもファミリーコンピュータで発売されていた（『ゾイド 中央大陸の戦い』、『ゾイド2 ゼネバスの逆襲』）が、発売元は東芝EMIで、本作はゾイドを生んだトミー本社が出した最初のゾイドゲームという事にもなった。

## ゲームシステム
全8ステージからなる横スクロールシューティングで、プレイヤーはヘリック共和国か、ゼネバス帝国のどちらかを選ぶ。そしてプレイヤー機は3機設定で、最初の一機で進み、途中でミスしたら、後続する次の機体に変わる。そして2機目の機体もやられたら最後の3機目の機体が登場するものの、その3機目もやられてしまった場合、ゲームオーバーとなる。
強制横スクロール画面で、プレイヤー機は敵弾や、敵の体当たりだけでなく、画面内の様々な障害物（岩、火山の噴煙、火山弾、壁、草）に触れるとダメージを受ける。

## プレイヤー機
プレイヤーは最初に共和国側か帝国側のどちらかを選ぶが、共和国を選んだ場合、帝国側のプレイヤー機が偶数ステージのボスキャラクターとなって登場する。
なお、番号はそれぞれ出てくる順番のゾイドで、シールドライガーがやられた場合、次に出てくるゾイドがゴジュラスになる。また、最初のゾイドはパワーアップするとショット弾を前方の他、真上と真下に発射し、2番目のゾイドは前方上下に直線的に三の文字状に、3番目のゾイドは斜め上下に弾を撃つようになる。
- ヘリック共和国
- 1シールドライガー
- 2ゴジュラス
- 3マッドサンダー

- ゼネバス帝国
- 1グレートサーベル
- 2アイアンコング
- 3デスザウラー

## 敵ゾイド
プレイヤー陣営を選んだ場合、敵陣営ゾイドが雑魚敵となって現れるのが本ゲームの特徴。最後の方では暗黒軍側のゾイドも登場する。
- ヘリック共和国
  - サラマンダー
  - グランチュラ
  - ダブルソーダ
  - バリゲーター
  - レイノス

- ゼネバス帝国
  - シュトルヒ
  - ツインホーン
  - サイカーチス
  - ウオディック
  - レドラー

- ガイロス帝国
  - ジークドーベル
  - ギルベイダー（最終ボス）

## アイテム
ステージ道中にあるアルファベットの頭文字のパネルを取ると、プレイヤー機の能力がアップする。
- L　ライフが増える。
- W　ショットパワーがアップ
- SW　特殊武器のストックが1個増える。